# Karate en los Juegos Olímpicos de Tokio 2020
El torneo de karate en los Juegos Olímpicos de Tokio 2020 se realizó en la arena Nippon Budokan de Tokio del 5 al 7 de agosto de 2021.
En este deporte nuevo en el programa olímpico, fueron disputadas ocho pruebas diferentes, cuatro masculinas y cuatro femeninas.

## Medallistas

### Masculino
| Evento               | Oro                       | Plata                         | Bronce                                                         |
| -------------------- | ------------------------- | ----------------------------- | -------------------------------------------------------------- |
| Kata (6 de agosto)   | Ryo Kiyuna · Japón        | Damián Quintero · España      | Ariel Torres Gutiérrez · Estados Unidos Ali Sofuoğlu · Turquía |
| 67 kg (5 de agosto)  | Steven Da Costa · Francia | Eray Şamdan · Turquía         | Darjan Asadilov · Kazajistán Abdelrahman Al-Masatfa · Jordania |
| 75 kg (6 de agosto)  | Luigi Busà · Italia       | Rafael Ağayev · Azerbaiyán    | Gábor Hárspataki · Hungría Stanislav Horuna · Ucrania          |
| +75 kg (7 de agosto) | Sayad Ganyzadeh · Irán    | Tareg Hamedi · Arabia Saudita | Ryutaro Araga · Japón Uğur Aktaş · Turquía                     |

### Femenino
| Evento               | Oro                       | Plata                                 | Bronce                                                          |
| -------------------- | ------------------------- | ------------------------------------- | --------------------------------------------------------------- |
| Kata (5 de agosto)   | Sandra Sánchez · España   | Kiyou Shimizu · Japón                 | Grace Lau · Hong Kong Viviana Bottaro · Italia                  |
| 55 kg (5 de agosto)  | Ivet Goranova · Bulgaria  | Anzhelika Terliuga · Ucrania          | Bettina Plank · Austria Wen Tzu-Yun · China Taipéi              |
| 61 kg (6 de agosto)  | Jovana Preković · Serbia  | Yin Xiaoyan · República Popular China | Giana Faruk · Egipto Merve Çoban · Turquía                      |
| +61 kg (7 de agosto) | Feryal Abdelaziz · Egipto | İrina Zaretska · Azerbaiyán           | Gong Li · República Popular China Sofia Berultseva · Kazajistán |

## Medallero
| Núm. | País                    | Oro | Plata | Bronce | Total |
| ---- | ----------------------- | --- | ----- | ------ | ----- |
| 1    | Japón                   | 1   | 1     | 1      | 3     |
| 2    | España                  | 1   | 1     | 0      | 2     |
| 3    | Egipto                  | 1   | 0     | 1      | 2     |
| 3    | Italia                  | 1   | 0     | 1      | 2     |
| 5    | Bulgaria                | 1   | 0     | 0      | 1     |
| 5    | Francia                 | 1   | 0     | 0      | 1     |
| 5    | Irán                    | 1   | 0     | 0      | 1     |
| 5    | Serbia                  | 1   | 0     | 0      | 1     |
| 9    | Azerbaiyán              | 0   | 2     | 0      | 2     |
| 10   | Turquía                 | 0   | 1     | 3      | 4     |
| 11   | República Popular China | 0   | 1     | 1      | 2     |
| 11   | Ucrania                 | 0   | 1     | 1      | 2     |
| 13   | Arabia Saudita          | 0   | 1     | 0      | 1     |
| 14   | Kazajistán              | 0   | 0     | 2      | 2     |
| 15   | Austria                 | 0   | 0     | 1      | 1     |
| 15   | China Taipéi            | 0   | 0     | 1      | 1     |
| 15   | Estados Unidos          | 0   | 0     | 1      | 1     |
| 15   | Hong Kong               | 0   | 0     | 1      | 1     |
| 15   | Hungría                 | 0   | 0     | 1      | 1     |
| 15   | Jordania                | 0   | 0     | 1      | 1     |
|      | TOTAL                   | 8   | 8     | 16     | 32    |